# Глубокое (озеро, Дедовичский район)
Глубо́кое — озеро на северо-западе Пожеревицкой волости Дедовичского района Псковской области. Расположено на Судомской возвышенности.
Площадь — 1,7 км² (169,0 га). Максимальная глубина — 16,0 м, средняя глубина — 14,0 м. Площадь водосборного бассейна — 17,2 км².
Проточное. Относится к бассейну реки Уза, притока Шелони.
Тип озера плотвично-окуневый. Массовые виды рыб: щука, плотва, окунь, карась, ерш, линь, красноперка, уклея, густера, пескарь, налим, вьюн, бычок-подкаменщик; в 1950-е годы был снеток; раки (единично).
Для озера характерны: крутые, отлогие и низкие берега; в прибрежье — леса, поля; в центре озера — ил, в литорали — песок, камни, глина, заиленный песок; есть песчано-каменистые нальи, коряги.